# Jean-Michel Testu
Jean-Michel Testu, né le 7 mai 1937 à Auzouer-en-Touraine (Indre-et-Loire), est un homme politique français.

## Détail des fonctions et des mandats
Mandats parlementaires
- 21 juin 1981 - 1er avril 1986 : Député de la 2e circonscription d'Indre-et-Loire
- 12 juin 1988 - 1er avril 1993 : Député de la 5e circonscription d'Indre-et-Loire